# Prhoć
Prhoć is een plaats in de gemeente Jastrebarsko in de Kroatische provincie Zagreb. De plaats telt 242 inwoners (2001).